# Ischalea longiceps
Espèce
Ischalea longiceps est une espèce d'araignées aranéomorphes de la famille des Desidae.

## Distribution
Cette espèce est endémique de l'île Maurice.

## Description
La femelle holotype mesure 12 mm.

## Publication originale
- Simon, 1898 : Études arachnologiques. 28e Mémoire. XLIV. Arachnides recueillis par M. Ch. Alluaud à l'île Maurice en 1896. Annales de la Société Entomologique de France, vol. 66, p. 276-281 (texte intégral).